# تل قربانعلی همتی
تل قربانعلی همتی مربوط به سده‌های میانه دوران‌های تاریخی پس از اسلام است و در شهرستان فراشبند، بخش مرکزی، دهستان آویز، ۵۰۰ متری شرق روستای تل گلی، سمت چپ جاده، مشرف بر زمینهای کشاورزی قربانعلی همتی واقع شده و این اثر در تاریخ ۱۵ دی ۱۳۸۷ با شمارهٔ ثبت ۲۴۱۷۵ به‌عنوان یکی از آثار ملی ایران به ثبت رسیده است.